# Treviso Bresciano
Treviso Bresciano ist eine norditalienische Gemeinde und befindet sich im Val Sabbia der Provinz Brescia etwa 48 km von Brescia entfernt.
Sie zählt 524 Einwohner (Stand 31. Dezember 2023) und hat eine Fläche von 17,8 km² mit einer Bevölkerungsdichte von 32 Einwohner/km². Treviso Bresciano liegt oberhalb des Idrosees auf einer Höhe 687 m s.l.m.

## Verwaltungsgliederung
Zur Gemeinde Treviso Bresciano gehören 3 Fraktionen: Trebbio (Gemeindesitz), Vico und Facchetti.